# رونتشوس دي تاوس (نيومكسيكو)
رونتشوس دي تاوس (بالإنجليزية: Ranchos de Taos CDP, New Mexico)‏ هي منطقة سكنية تقع بولاية نيومكسيكو في الولايات المتحدة. تبلغ مساحتها 8.8 كم2، وترتفع عن سطح البحر 2105 م، بلغ عدد سكانها 2,518 نسمة في عام 2010 حسب إحصاء مكتب تعداد الولايات المتحدة وتصل الكثافة السكانية فيها 286.1 نسمة لكل كيلومتر مربع (741.0/ميل2).

## التركيبة السكانية
حدّد مكتب تعداد الولايات المتحدة بيانات التركيبة السكانية لرونتشوس دي تاوس في تعداد الولايات المتحدة. في ما يلي، التركيبة السكانية حسب تعدادي 2000 و2010.

### تعداد عام 2000
بلغ عدد سكان رونتشوس دي تاوس 2,390 نسمة بحسب تعداد عام 2000، وبلغ عدد الأسر 984 أسرة وعدد العائلات 620 عائلة مقيمة في المنطقة السكنية. في حين سجلت الكثافة السكانية 271.6 نسمة لكل كيلومتر مربع (703.4/ميل2). وبلغ عدد الوحدات السكنية 1,083 وحدة بمتوسط كثافة قدره 123.1 لكل كيلومتر مربع (318.8/ميل2).
وتوزع التركيب العرقي للمنطقة السكنية بنسبة 62.34% من البيض و0.17% من الأمريكيين الأفارقة و1.88% من الأمريكيين الأصليين و0.46% من الأمريكيين ذوي الأصول الآسيوية و0.08% من سكان جزر المحيط الهادئ و31.97% من الأعراق الأخرى و3.10% من عرقين مختلطين أو أكثر و75.31% من الهسبانيون أو اللاتينيون من أي عرق.
بلغ عدد الأسر 984 أسرة كانت نسبة 36% منها لديها أطفال تحت سن الثامنة عشر تعيش معهم، وبلغت نسبة الأزواج القاطنين مع بعضهم البعض 43.2% من أصل المجموع الكلي للأسر، ونسبة 14.3% من الأسر كان لديها معيلات من الإناث دون وجود شريك،  بينما كانت نسبة 5.5% من الأسر لديها معيلون من الذكور دون وجود شريكة وكانت نسبة 37% من غير العائلات. تألفت نسبة 30.3% من أصل جميع الأسر من عدة أفراد يعيشون في نفس المنزل ونسبة 8.7% كانت تتألف من شخص يعيش بمفرده يبلغ من العمر 65 عاماً أو أكثر. وبلغ متوسط حجم الأسرة المعيشية 2.43، أما متوسط حجم العائلات فبلغ 3.05.
بلغ العمر الوسطي للسكان 37.4 عاماً. وكانت نسبة 25.8% من القاطنين تحت سن الثامنة عشر، وكانت نسبة 7.5% بين الثامنة عشر والرابعة والعشرين عاماً، ونسبة 28.2% كانت واقعةً في الفئة العمرية ما بين الخامسة والعشرين والرابعة والأربعين عاماً، ونسبة 26.7% كانت ما بين الخامسة والأربعين والرابعة والستين، ونسبة 11.8% كانت ضمن فئة الخامسة والستين عاماً فما فوق. يوجد لكل 100 أنثى 91.5 ذكر، ويوجد لكل 100 أنثى في الثامنة عشر من عمرها فما فوق 89.6 ذكر.
بلغ متوسط دخل الأسرة في المنطقة السكنية 28,750 دولارًا، أما متوسط دخل العائلة فبلغ 32,045 دولارًا. وكان متوسط دخل الذكور 23,750 دولارًا مقابل 18,382 دولارًا للإناث. وسجل دخل الفرد الخاص بالمنطقة السكنية 20,988 دولارًا. وكانت نسبة 13.8% من العائلات ونسبة 15.2% من السكان تحت خط الفقر، وكان من هؤلاء نسبة 22.6% تحت سن الثامنة عشر ونسبة 4.7% في الخامسة والستين من العمر وما فوق.

### تعداد عام 2010
بلغ عدد سكان رونتشوس دي تاوس 2,518 نسمة بحسب تعداد عام 2010، وبلغ عدد الأسر 1,095 أسرة وعدد العائلات 638 عائلة مقيمة في المنطقة السكنية. في حين سجلت الكثافة السكانية 286.1 نسمة لكل كيلومتر مربع (741.0/ميل2). وبلغ عدد الوحدات السكنية 1,244 وحدة بمتوسط كثافة قدره 141.4 لكل كيلومتر مربع (366.2/ميل2).
وتوزع التركيب العرقي للمنطقة السكنية بنسبة 64.18% من البيض و0.71% من الأمريكيين الأفارقة و1.91% من الأمريكيين الأصليين و0.32% من الأمريكيين ذوي الأصول الآسيوية و26.81% من الأعراق الأخرى و6.08% من عرقين مختلطين أو أكثر و70.33% من الهسبانيون أو اللاتينيون من أي عرق.
بلغ عدد الأسر 1,095 أسرة كانت نسبة 29.4% منها لديها أطفال تحت سن الثامنة عشر تعيش معهم، وبلغت نسبة الأزواج القاطنين مع بعضهم البعض 38.3% من أصل المجموع الكلي للأسر، ونسبة 13.4% من الأسر كان لديها معيلات من الإناث دون وجود شريك،  بينما كانت نسبة 6.6% من الأسر لديها معيلون من الذكور دون وجود شريكة وكانت نسبة 41.7% من غير العائلات. تألفت نسبة 35.5% من أصل جميع الأسر من عدة أفراد يعيشون في نفس المنزل ونسبة 12.3% كانت تتألف من شخص يعيش بمفرده يبلغ من العمر 65 عاماً أو أكثر. وبلغ متوسط حجم الأسرة المعيشية 2.30، أما متوسط حجم العائلات فبلغ 3.02.
بلغ العمر الوسطي للسكان 42.3 عاماً. وكانت نسبة 23.6% من القاطنين تحت سن الثامنة عشر، وكانت نسبة 6.6% بين الثامنة عشر والرابعة والعشرين عاماً، ونسبة 23% كانت واقعةً في الفئة العمرية ما بين الخامسة والعشرين والرابعة والأربعين عاماً، ونسبة 30.1% كانت ما بين الخامسة والأربعين والرابعة والستين، ونسبة 16.7% كانت ضمن فئة الخامسة والستين عاماً فما فوق. وتوزع التركيب الجنسي للسكان بنسبة 49.3% ذكور و50.7% إناث.